# María Egual Miguel
María Egual Miguel (Castelló de la Plana, 6 de gener de 1655 - València, 23 d'abril de 1735) fou una poetessa i dramaturga valenciana.

## Biografia
També coneguda com a Ana Maria Josepa Dorotea Egual i Miguel, Marquesa de Castellfort. Maria Egual va passar la seua joventut a Castelló de la Plana i, ja de casada amb Crisóstomo Peris (marqués de Xínquer primer i de Castellfort després), va mantenir una Acadèmia Literària a sa casa de València. Va escriure poesia, teatre i narrativa i abans de morir ho va manar cremar tot. Dels tres volums que es conservaven el 1749 (MAS, 2009, p. 383), només ens n'ha aplegat un. La seua literatura és d'un estil barroc tardà i constitueix un exemple d'epigonisme. Va conrear diversos models poètics, paradramàtics -com els col·loquis- i clarament teatrals -com una Loa i algunes comèdies de caràcter mitològic- i també una novel·la d'inspiració cortesana.
La seva producció poètica (MaS & Vellón, 2007, pp. 57-172) representa un testimoni de la vida de l'artista, on vessa opinions sobre l'escriptura lírica i on intenta, a la manera barroca, d'impactar en el lector amb extremades mostres d'enginy i gran varietat estròfica. L'ornamentació cobra, per tant, molta importància i l'acumulació de recursos retòrics mostra la necessitat de reafirmar un model preexistent basat en la complexitat formal. És així, també, com el desplegament d'habilitats lingüístiques es conjumina amb un suport d'imatges topicalitzades, que troben en la potència afectiva un àmbit de vitalisme que vincula vida i poesia.